# Hilding Hessler
Hilding Fredrik Amandus Hessler, född 20 juni 1857 i Malmö, död där 24 januari 1904, var en svensk ingenjör och företagsledare.
Hessler blev elev vid Tekniska elementarskolan i Malmö 1878, avlade avgångsexamen 1880 och företog flera studieresor i Tyskland och Frankrike. Han var elev vid Kockums Mekaniska Verkstads AB 1872–1875, praktiserade vid maskinverkstäder i Skottland 1880–1882, var ingenjör vid Klavreströms bruk 1885–1888 och vid Kockums Järnverks AB:s fabriker i Kallinge 1888–1901 samt verkställande direktör för Maskinfabriksaktiebolaget Scania i Malmö från 1901 till sin död 1904.
Som VD för Scania gav Hessler verkstadschefen Reinhold Thorssin i uppdrag att ta fram en personbil som var avpassad för svenska förhållanden. Detta resulterade i Scania Typ A, som sattes i serieproduktion i slutet av 1902 och blev Sveriges första serietillverkade personbil.